# هنری اسبری کریستیان
هنری اَسبری کریستیان (انگلیسی: Henry Asbury Christian؛ ‏ ۱۸ فوریهٔ ۱۸۷۶ – ۲۴ اوت ۱۹۵۱) پزشک متخصص آسیب‌شناسی و استاد دانشگاه اهل ایالات متحده آمریکا بود. وی مدرک کارشناسی خود را از کالج راندولف-ماکون، کارشناسی ارشد را از دانشگاه هاروارد و دکترای پزشکی را در سال ۱۸۹۵ از دانشگاه جانز هاپکینز دریافت داشت. امروزه نام او به سبب بیماری هند–شولر–کریستیان در یادها مانده است. وی مابین سال‌های ۱۹۰۸ تا ۱۹۱۲ رئیس دانشکده پزشکی هاروارد بود.